# Emanuel Letz
Emanuel Letz (* 1976) ist ein deutscher Diplom-Verwaltungswirt und Politiker (FDP). Seit 2023 ist er Oberbürgermeister von Bad Kreuznach.

## Leben
Letz wuchs bei einer Pflegefamilie im Bad Kreuznacher Stadtteil Winzenheim auf. 1996 legte er an der Alfred-Delp-Schule in Hargesheim das Abitur ab. Er absolvierte eine Ausbildung bei der rheinland-pfälzischen Polizei und legte einen Berufsabschluss als Diplom-Verwaltungswirt ab. Im Jahr 2014 übernahm er die Leitung der Beweissicherungs- und Festnahmeeinheit in Mainz.
2020 wurde er Vorsitzender des FDP-Stadtverbandes in Bad Kreuznach. Von Juni 2021 bis Juni 2022 war er Referent der FDP-Fraktion im Landtag Rheinland-Pfalz für Inneres, Landesplanung und Sport.
Am 27. März 2022 gewann er die Wahl zum Oberbürgermeister der Stadt Bad Kreuznach.
Bekannt wurde er durch eine neu erteilte Baugenehmigung für eine illegal erbaute Halle des Industrieunternehmens Pall Filtersystems. Diese hatte Letz' Amtsvorgängerin, die Oberbürgermeisterin  Heike Kaster-Meurer als zuständige Baudezernentin, trotz fehlenden Bebauungsplans genehmigt. Im Wahlkampf kritisierte Letz diese Entscheidung. Im Juli 2023 einigten sich Pall Filtersystems und die Nachbarin sodann unter Vermittlung der Stadt, die Produktionshalle in einem geregelten bauordnungsrechtlichen Verfahren zu legalisieren.